# Barmoor Castle
Barmoor Castle er et privatejet country house fra 1800-tallet, der ligger Northumberland.
Det er en listed building af anden grad. Fra 2008 har det været på English Heritages liste over Buildings at Risk Register.